# 天津市人民政府合作交流办公室
天津市人民政府合作交流办公室是中华人民共和国天津市人民政府负责组织、推动、指导、协调全市跨地区经济联合与协作、国内招商引资的综合职能直属机构。

## 直属（下属）部门
- 秘书处
- 人事处
- 对口支援处
- 综合处工作
- 驻外办管理处
- 环渤海区域经济处
- 大厦管理处
- 纪检组
- 监察室
- 机关党委
- 离退休干部管理处
- 合作发展处
- 投诉协调处
- 联络服务处[1]